# Alex Bryan
Alex Bryan (* 12. Mai 1994 in Helsinki) ist ein Fußballspieler aus den Turks- und Caicosinseln. Er kann sowohl als Abwehr-, als auch als Mittelfeldspieler eingesetzt werden.

## Karriere

### Verein
Bryan spielte unter anderem für AFC Academy, 2016 wechselte er zu SWA Sharks FC. Hier erreichte er in der Saison 2016 den fünften Platz mit seinem Verein, er selbst erzielte vier Saisontore.

### Nationalmannschaft
Sein Debüt für die Turks- und Caicosinseln gab Bryan am 23. März 2015 gegen die Nationalmannschaft von St. Kitts und Nevis im Zuge der Qualifikation zu der WM 2018. Er stand in der Startformation und wurde als rechter Verteidiger eingesetzt. Auch im Rückspiel spielte er von Beginn an und rückte diesmal auf die Position des Innenverteidigers. In beiden Begegnungen spielte er durch, die Turks- und Caicosinseln verloren beide Spiele mit 2:6.

## Privates
Alex Bryan ist der Sohn von Christopher Bryan, welcher selbst für die Nationalmannschaft der Turks- und Caicosinseln gespielt hat.